# Котипелто, Тимо
Тимо Антеро Котипелто (фин. Timo Antero Kotipelto) — вокалист финских пауэр-метал групп Stratovarius, Kotipelto и Cain’s Offering.
Котипелто обучался вокальному искусству в поп/джаз-консерватории в Хельсинки, некоторое время пел в любительской кавер-группе Filthy Asses. Летом 1994 года он обратился в Stratovarius, которые в это время искали вокалиста, и был принят в группу. Его появление в группе совпало с приходом к группе международной известности. Первым альбомом Stratovarius, в создании которого он принимал участие, стал Fourth Dimension в 1995 году. В конце 2003 года Котипелто покинул Stratovarius после разногласий внутри группы, главным образом с гитаристом Тимо Толкки. После некоторой суматохи в течение 2004 года он воссоединился с группой в январе 2005.
Котипелто начал свой сольный проект, названный Kotipelto, в 2002 и выпустил в рамках его три альбома. Также в составе образованной в 2009 году группы Cain’s Offering Тимо записал два альбома.

## Карьера в составе Stratovarius
Начиная с четвёртого альбома вокал Тимо Котипелто стал своеобразной «визитной карточкой» группы, во многом определившей её «фирменное» звучание.

### Альбомы
| Название                  | Год выпуска |
| ------------------------- | ----------- |
| Fourth Dimension          | 1995        |
| Episode                   | 1996        |
| Visions                   | 1997        |
| Destiny                   | 1998        |
| The Chosen Ones (сборник) | 1999        |
| Infinite                  | 2000        |
| Infinite Visions (DVD)    | 2000        |
| Intermission              | 2001        |
| Elements, Pt. 1           | 2003        |
| Elements, Pt. 2           | 2003        |
| Stratovarius              | 2005        |
| Polaris                   | 2009        |
| Elysium                   | 2011        |
| Nemesis                   | 2013        |
| Eternal                   | 2015        |
| Survive                   | 2022        |

## Карьера в составе Cain’s Offering

Тимо Котипелто и Яни Лийматайнен, «костяк» Cain’s Offering

В 2009 году Тимо Котипелто и Яни Лийматайнен, бывший гитарист группы Sonata Arctica, основали группу Cain’s Offering. В том же году был выпущен её первый альбом.

### Состав группы
- Тимо Котипелто — вокал
- Яни Лийматайнен — гитара
- Мико Харкин — клавишные
- Юкка Коскинен — бас-гитара
- Яни Хурула — ударные

### Альбомы
| Название            | Год выпуска |
| ------------------- | ----------- |
| Gather the Faithful | 2009        |
| Stormcrow           | 2015        |

## Сольная карьера
С 2002 года Тимо также выпускает сольные альбомы под собственной маркой Kotipelto. Состав группы варьируется от альбома к альбому.

### Альбомы
| Название             | Год выпуска |
| -------------------- | ----------- |
| Waiting for the Dawn | 2002        |
| Coldness             | 2004        |
| Serenity             | 2007        |

### Синглы
- «Beginning» (2002)
- «Reasons» (2004)
- «Take Me Away» (2004)
- «Sleep Well» (2006)